# No oe e te nunaa
No oe e te nunaa (tahitià Per tu i per nosaltres) és un partit polític de la Polinèsia Francesa fundat el 5 d'abril de 2003 a Tautira, de caràcter centrista i autonomista. El seu cap és Nicole Bouteau. L'emblema del partit és el de cocoter (Tumu haarii), que representa l'arbre de la vida polinèsia, amb l'aigua, l'aire i la terra i per colors el blau turquesa i el verd. Es presentà a les eleccions legislatives de Polinèsia Francesa de 2004 en la coalició Alliance pour une Démocratie Nouvelle amb Fetia Api, i va obtenir tres escons.
Després de formar part de la Unió per la Democràcia (UPLD) - que van ajudar a enderrocar el govern de Gaston Flosse - el partit que aspira a reunir homes i dones disposats a contribuir al desenvolupament sostenible de la Polinèsia Francesa, va donar suport la candidatura de François Bayrou a les eleccions presidencials franceses de 2007 i es troba entre la UPLD i la plataforma autonomista, sostinguda per la UMP. Dona suport al Moviment Demòcrata establert el maig de 2007.
Va presentar dos candidats a les eleccions legislatives franceses de 2007:
- Nicole Bouteau, circumscripció Oest, amb suport del MoDem (3 808 vots, 7,26%, eliminat a la primera volta) ;
- Tamatoa Doom, circumscripció Est, sense suport del MoDem (934 vots, 2,41%).

No Oe E Te Nunaa també es presentà a les eleccions territorials de 2008 a l'Assemblea de la Polinèsia Francesa. les possibilitats d'aliances, tant amb O Porinetia To Tatou Ai'a (divers droite) d'un costat i l'UPLD (essencialment composta del Tavini Huiraatira), no eren satisfactòries als ulls del partit, que feia de la moralització de la vida política i de la lluita contra l'autocràcia els seus principis fonamentals.
No Oe E te Nunaa és la quarta força política de la Polinèsia Francesa, després de l'UPLD, el Tahoera'a Huiraatira, l'aliança O Porinetia To Tatou Ai'a. Va presentar llistes a tres de les sis circumscripcions (illes del Vent, illes de Sotavent, Marqueses).